# スコットランド博物館
スコットランド博物館（英語：Museum of Scotland）は、スコットランド、エディンバラ）にある博物館の建物。主にスコットランドの歴史、民族、文化に関連する展示を行っている。スコットランド国立博物館の部分になっている。入館料無料。
1998年、エディンバラの中心部、チェンバーズストリートとジョージ4世橋の交差点に建設され、当時の王立博物館（英語：Royal Museum）に隣接した。1985年にスコットランド国立考古学博物館（英語：National Museum of Antiquities of Scotland）が合併された時に、スコットランドの歴史や民族関連の収蔵物が数多く委譲された。2006年、スコットランド国立博物館（英語：National Museum of Scotland）に改称された。なお博物館の建物自体は隣の19世紀の建物とは違った独特の外観をしている。

## 主な収蔵物
- エドゥアルド・パオロッツィの彫刻
- マネマスクの聖骨箱（Monymusk Reliquary）
- ルイス島のチェス駒10体
- カロデンの戦いでブリテン軍が掲げたイギリスの国旗とジャコバイトの掲げたスコットランドの国旗
- マーガレット・マクドナルド（Margaret MacDonald）の絵画
- アンディー・ゴールズワージーの彫刻
- 世界初のクローン動物（羊）ドリー

## 建物
この建物の建築にあたっては、博物館側がチャールズ3世（当時皇太子）に十分相談することなく計画を進めたために皇太子が出資を取り止めるといったトラブルがあった。なお、当初は王立博物館の拡張工事として着工する予定であったが、結果的には独立したひとつの博物館とすることとなった（ただし内部でつながっている）。外観は幾何学的な、スイス人建築家ル・コルビュジエ風の建築物とする予定であったが、一方でスコットランド文化、例えば、円塔、城塞、建築物などの意匠を多く取り入れることとなった。マレーから取り寄せた黄金色の砂岩を外装に利用したことから、建築家ゴードン・ベンソンは「（建物自体がスコットランドの風土を表す）最古の展示だ」と語った。1999年、スターリング賞にノミネートされている。

## ギャラリー

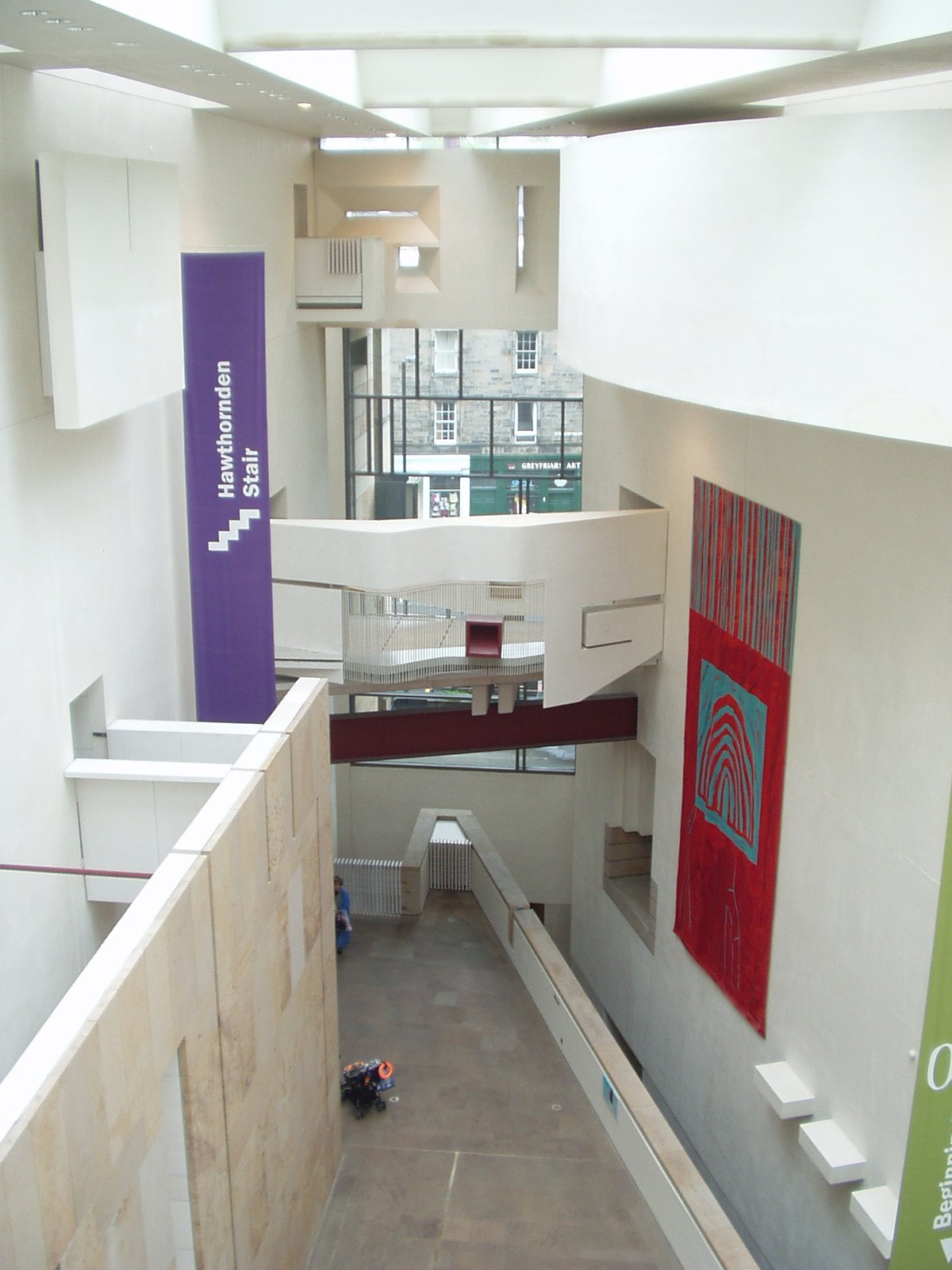
スコットランド博物館の内装
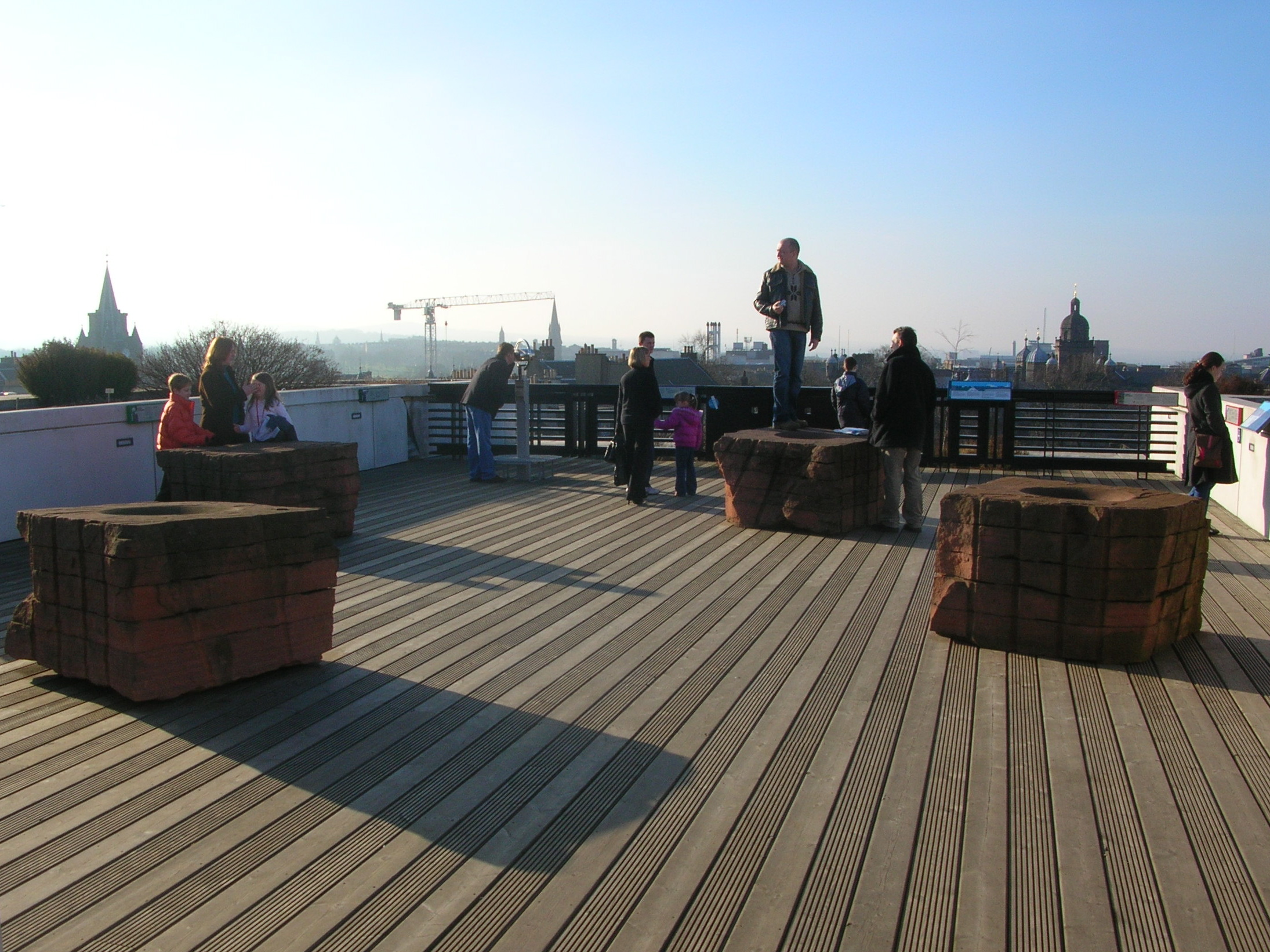
屋上テラス　アンディー・ゴールズワージー作のオブジェがある。
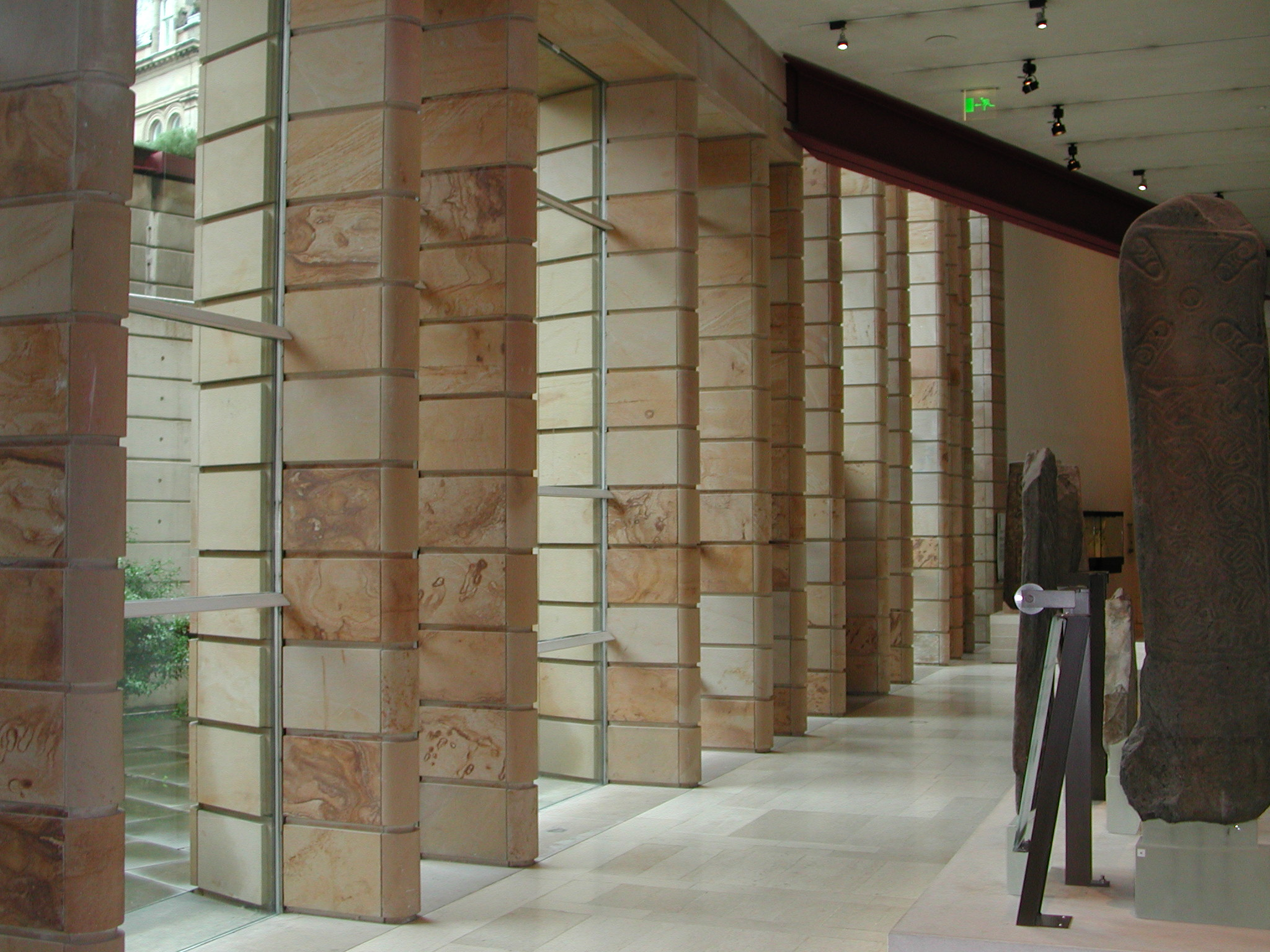
地下階の内装
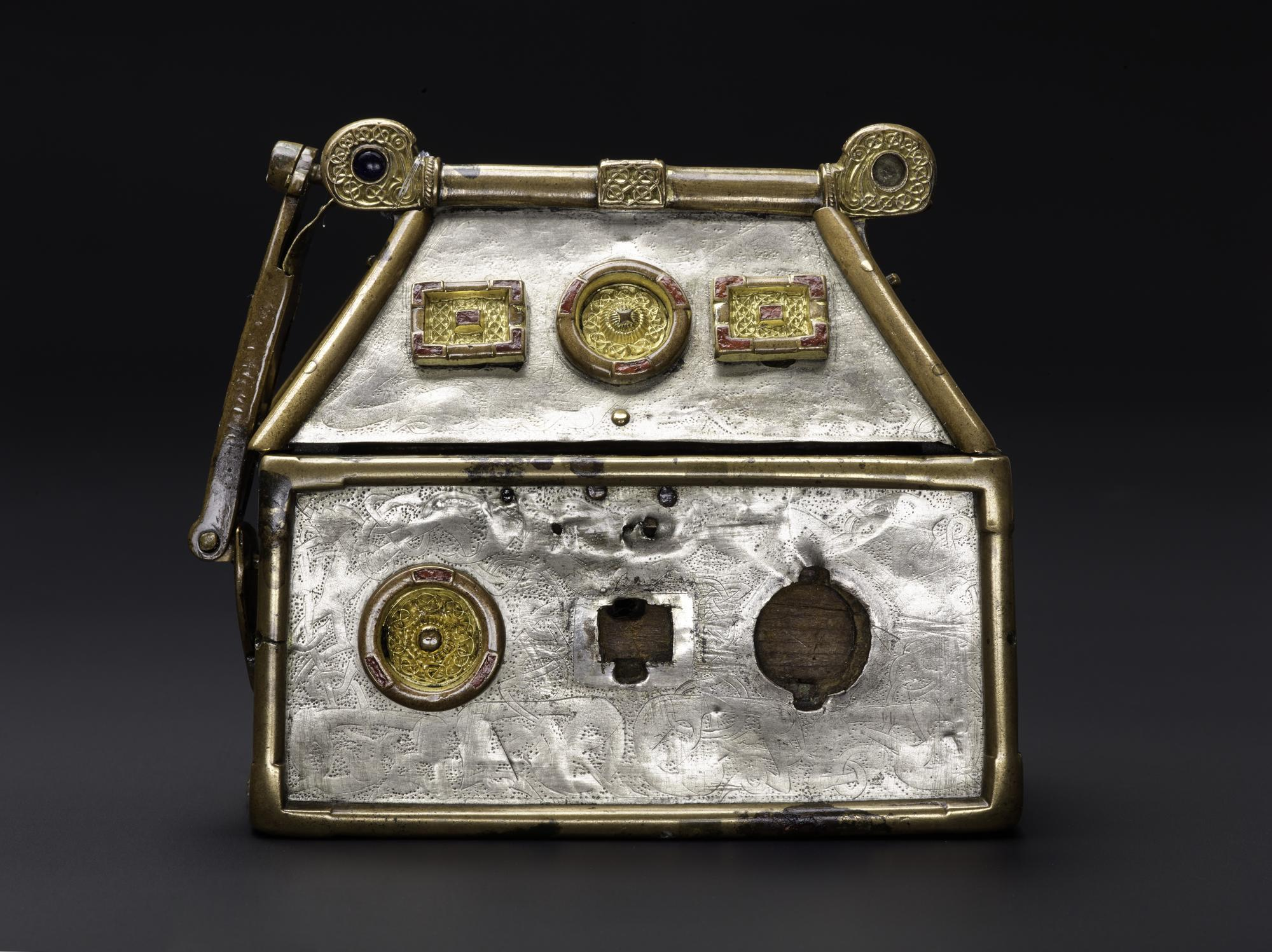
750年頃のマネマスクの聖骨箱
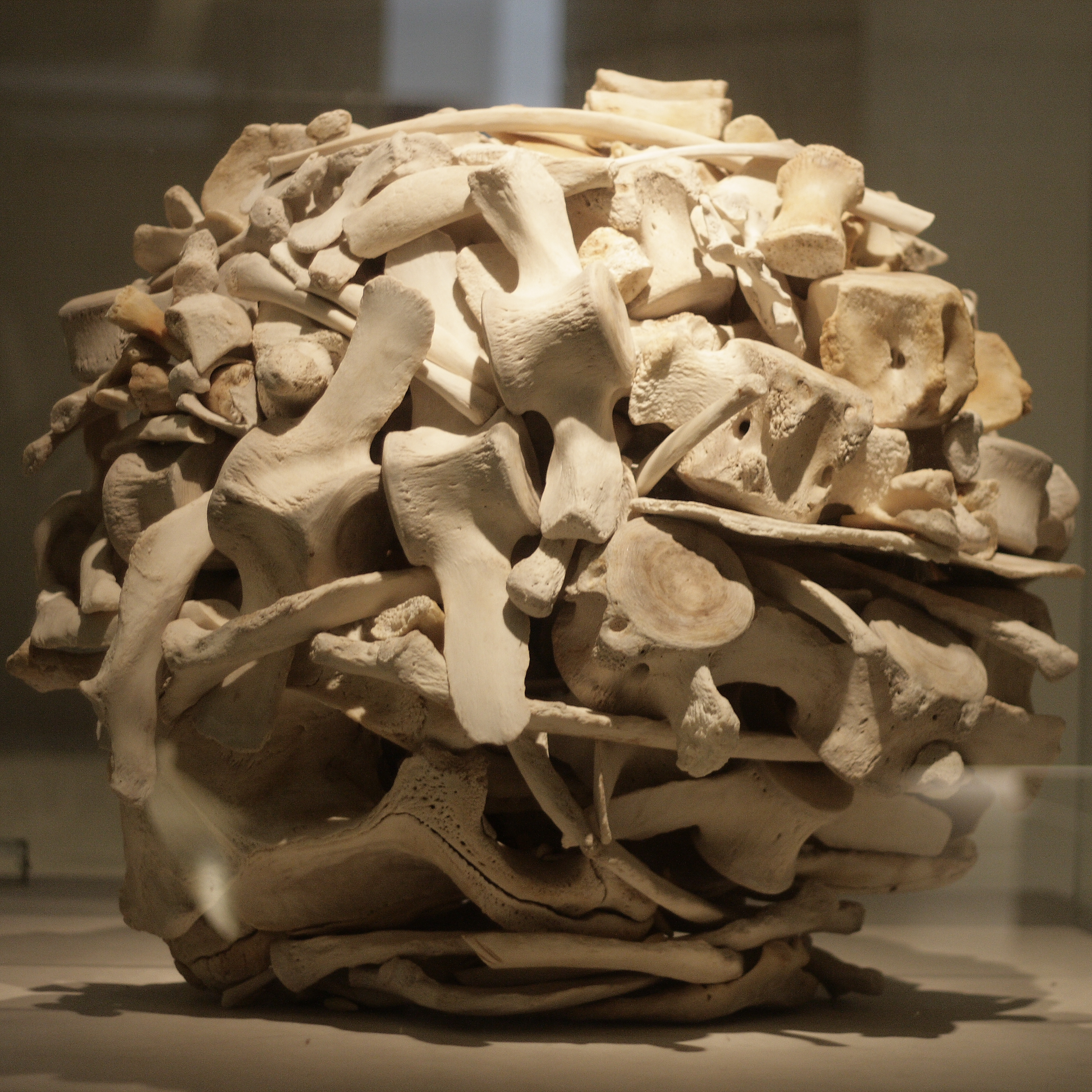
アンディー・ゴールズワージー作　クジラの骨でできた彫刻
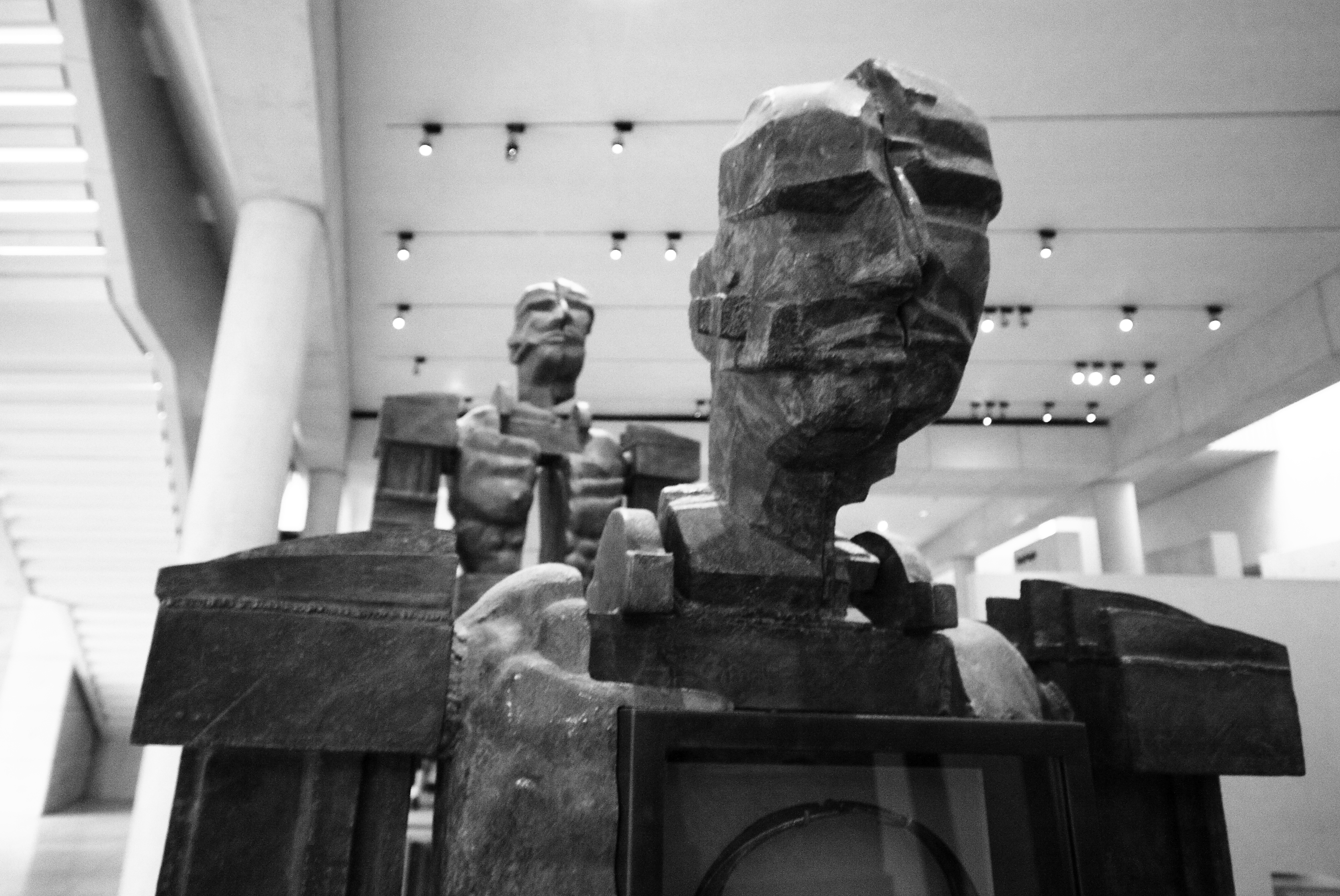
エドゥアルド・パオロッツィの彫刻